# NGC 40
NGC 40 је планетарна маглина у сазвежђу Цефеј која се налази на NGC листи објеката дубоког неба.
Деклинација објекта је + 72° 31' 21" а ректасцензија 0h 13m 1,0s. Привидна величина (магнитуда) објекта NGC 40 износи 12,3 а фотографска магнитуда 10,7. NGC 40 је још познат и под ознакама PK 120+9.1, CS=10.6.